# I mercenari 2
I mercenari 2 - The Expendables (The Expendables 2) è un film del 2012 diretto da Simon West.
La pellicola, secondo capitolo della serie e sequel de I mercenari - The Expendables (2010), segna il ritorno alla recitazione cinematografica di Chuck Norris e Arnold Schwarzenegger, dopo sette anni rispettivamente da The Cutter - Il trafficante di diamanti e The Kid & I.

## Trama
I Mercenari salvano un ricco cinese prigioniero in Nepal, liberando anche Trench Mauser, che era arrivato prima di loro ma si era fatto catturare; fuggiti in aereo dopo una rocambolesca fuga grazie anche a Billy Timmons, un nuovo membro della squadra ex cecchino dell'esercito e soprannominato Billy the Kid per la giovane età rispetto agli altri, si vedono negare il permesso di atterrare in Cina, quindi Yin Yang si paracaduta con l'ostaggio, lasciando il gruppo e dicendo che probabilmente inizierà una nuova vita.
Tornati a casa, il gruppo festeggia in un bar, poi Barney a fine serata torna nel loro hangar; ad aspettarlo vicino all'aereo trova a sorpresa Church, furioso per essere stato preso in giro all'epoca degli eventi di Vilena. L'unico motivo per cui non li ha spediti a Guantanamo era aspettare un'occasione per servirsi di loro senza che potessero rifiutare, e quel giorno è arrivato. Church incarica così Barney di recuperare il contenuto di una cassaforte da un aereo precipitato nell'Est Europa.
Costretto ad accettare, Barney chiama a raccolta i suoi, escluso Yang, e a bordo del loro aereo i Mercenari raggiungono il luogo dello schianto nei Balcani accompagnati da Maggie Chan, un'esperta della CIA assegnatagli da Church, che li aiuterà ad aprire la cassaforte. Trovato l'aereo, recuperano a fatica il contenuto ed escono, ma qui vengono sorpresi da numerosi uomini armati fino ai denti, con Billy in ostaggio; il capo di questi chiede di scambiare il carico per Billy, ma alla fine uccide comunque il giovane usando il coltello sequestrato a Barney, per poi dileguarsi con un elicottero. I mercenari, distrutti, scavano una fossa per lui e decidono di vendicarlo, e facendo pressione su Maggie apprendono che il carico consisteva in una mappa di una miniera. Lì i militari dell'ex Unione Sovietica seppellirono 5 tonnellate di plutonio, adatto per fabbricare bombe atomiche, del valore di circa 5 milioni al chilo. Decollati, vengono raggiunti alla radio da Church, con cui Barney si sfoga mandandolo all'inferno. Maggie decide di restare con il gruppo per sdebitarsi fino a che Billy non sarà vendicato, e rivela l'identità dei paramilitari che li hanno attaccati, un gruppo di terroristi conosciuti come i Sang che spadroneggiano su quei territori tramite il controllo delle principali attività illegali del Paese.
Sbarcati a distanza, Barney e soci cercano informazioni e scoprono il punto approssimativo del loro nascondiglio: mentre Lee Christmas torna all'aereo per prendere le armi pesanti, gli altri si accampano in una città fantasma usata dai sovietici durante la Guerra Fredda per simulare un ambiente urbano americano. Qui passano la notte tranquillamente, ma all'alba vengono attaccati dai Sang; con le sole armi leggere non possono resistere all'artiglieria e soprattutto ad un carro armato intervenuto sul posto, ma qualcuno attacca e distrugge in pochi secondi le forze nemiche; è una vecchia conoscenza di Barney, un mercenario di nome Booker. Booker è in zona specificamente per combattere i Sang e il loro capo, il belga Jean Vilain; Barney chiede a Booker il suo aiuto, ma questi è un lupo solitario, quindi rifiuta di unirsi ai Mercenari. Poco dopo Christmas torna con le armi.
Intanto i Sang hanno trovato il punto esatto dove si trova la miniera, e Vilain ordina di portare il plutonio e caricarlo sugli autocarri, a costo di sacrificare alle radiazioni tutti gli operai presenti. I Mercenari raggiungono un piccolo villaggio dove vengono attaccati dalle donne del posto, armate di fucili. Dopo aver assicurato di non volergli fare del male, alla squadra viene spiegato che tutti gli uomini di quel villaggio sono stati schiavizzati con l'inganno da Vilain per lavorare alla miniera. Quando un gruppo di Sang viene a reclutare anche le donne e i bambini, Barney e i suoi si nascondono nelle case, li uccidono cogliendoli di sorpresa e poi si dirigono alla miniera per fermare Vilain. Dopo un atterraggio di emergenza con l'aeroplano, schiantandosi dentro il complesso, salvano i prigionieri poco prima che vengano giustiziati dai militari all'interno, ma le esplosioni volute da Vilain per far sparire ogni prova li chiudono dentro. Bloccati senza via di fuga, sono salvati da un escavatore guidato da Trench, ansioso di cancellare il debito che deve a Barney dal suo salvataggio in Nepal. Mentre gli abitanti del villaggio liberati tornano alle loro case, improvvisamente arriva Church in elicottero, che ha deciso di scendere in campo di persona.
Con due elicotteri militari la squadra raggiunge i Sang mentre i camion col plutonio arrivano all'aeroporto; qui si scatena un'autentica battaglia, a cui si unisce a sorpresa anche Booker. Mentre il grosso dei Sang cade sotto i colpi dei Mercenari e dei loro alleati, Barney e Maggie si addentrano nella struttura: qui Jean Vilain e Barney Ross si trovano faccia a faccia. Dopo uno scontro corpo a corpo in cui il capo dei protagonisti sembra avere la peggio, Barney colpisce Vilain con una catena e lo ritrae a sé per poi ucciderlo con il suo coltello; all'hangar, Christmas affronta Hector, il braccio destro di Vilain, sbattendolo contro il rotore di un elicottero in funzione.
Pareggiati tutti i conti, i Mercenari si separano dagli altri. Maggie si offre per un eventuale aiuto in futuro, Booker parte con Church e Trench poiché la sua guerra contro i Sang ormai è finita e Church regala a Barney un nuovo aereo, anche se come lo stesso Barney gli fa ironicamente notare, è molto vecchio e malmesso. A Parigi, la fidanzata di Billy riceve un pacco spedito da Barney con i soldi guadagnati dal cecchino e una lettera scritta da lui in caso di morte sul campo, mentre sull'aeroplano in volo la squadra fa una bevuta in sua memoria.

## Produzione

### Cast

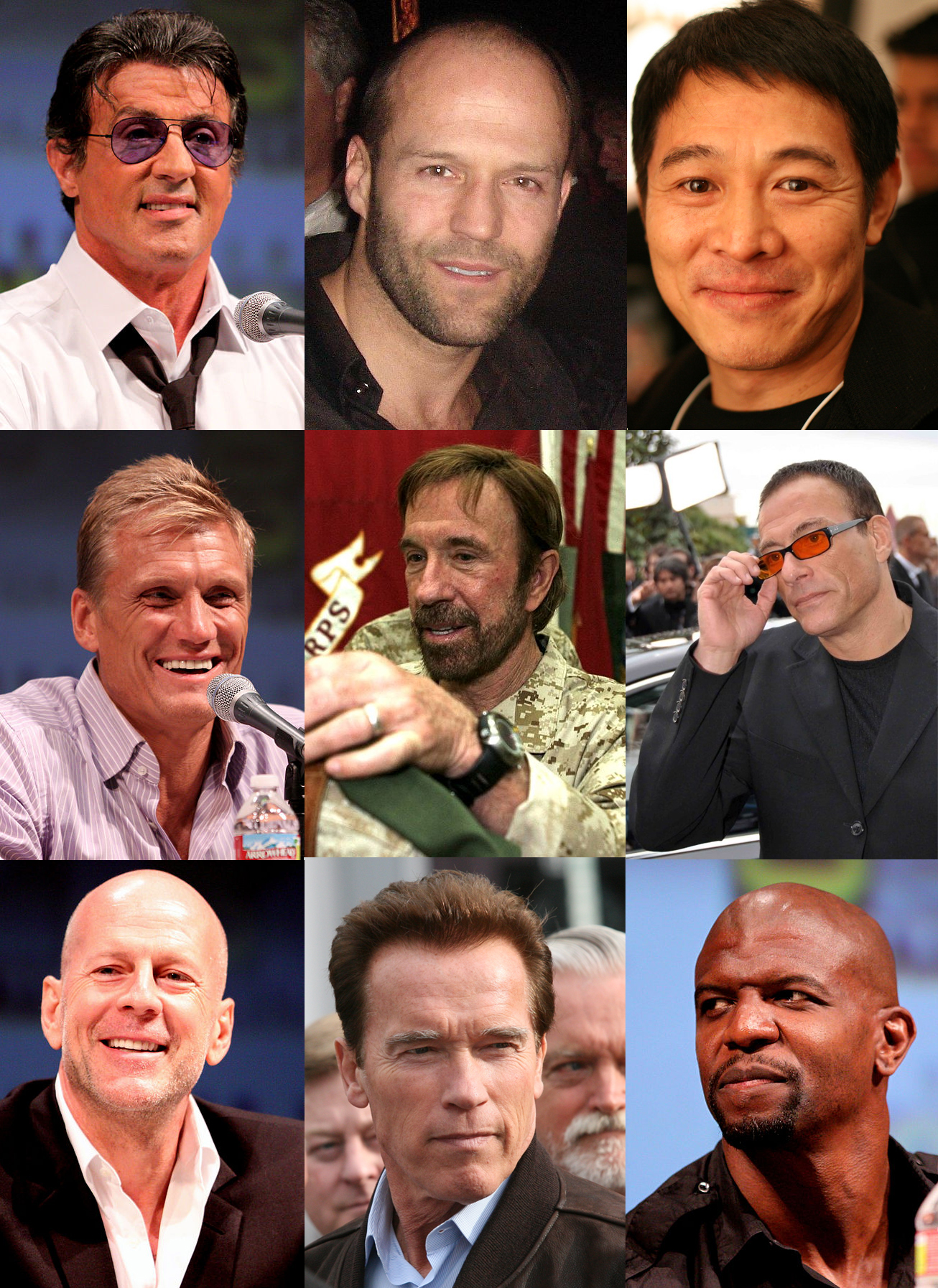
Il cast principale del film

- Il ritorno del personaggio interpretato da Dolph Lundgren nella scena finale del primo capitolo, I mercenari - The Expendables, è stato aggiunto a fine riprese per avere a disposizione il personaggio per questo sequel.[1]
- Taylor Lautner fu scelto per il ruolo di Billy The Kid, ma poi andò a Liam Hemsworth,[2] il quale era stato scritturato per il primo capitolo, ma in fase di ri-scrittura il suo personaggio fu eliminato, per poi tornare in questo sequel voluto fortemente da Stallone.[3]
- Arnold Schwarzenegger ha girato le sue scene in soli cinque giorni, una settimana prima di iniziare a girare il film The Last Stand - L'ultima sfida.[4]
- Per Jean-Claude Van Damme è il quarto film insieme sia a Dolph Lundgren che a Scott Adkins.[5]. Lo stesso vale per Jason Statham e Jet Li.
- L'attore Donnie Yen fu scelto per recitare nel film, ma rifiutò.[6]
- Chuck Norris è stato confermato nel cast insieme a Jean-Claude Van Damme, e questo rappresenta anche il ritorno al cinema di Norris dopo sette anni dal suo ultimo film The Cutter - Il trafficante di diamanti. Il nome del suo personaggio, Booker, è simile a John T. Booker, che Norris interpretò nel film Commando Black Tigers del 1978, uno dei primi film dell'attore.

### Sceneggiatura
Come nel primo film, Sylvester Stallone cura la sceneggiatura. Prima di avviare le riprese, lo stesso Stallone chiamò Chuck Dixon per riscrivere alcune scene, ma quest'ultimo rifiutò.

### Riprese

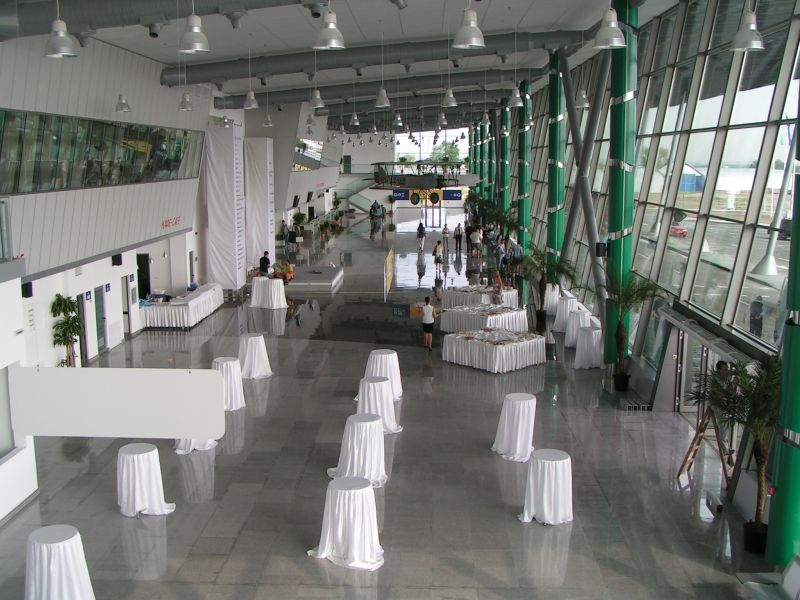
L'Aeroporto di Plovdiv usato per lo scontro finale nel film

Le riprese del film sono iniziate il 3 ottobre 2011 e si sono concluse nel mese di gennaio 2012. Sono state effettuate in varie zone della Bulgaria, tra cui Bansko, Loveč e Sofia. Alcune scene sono state registrate in Cina.
Per realizzare alcune scene, è stato costruito un vero ponte sul fiume Osăm (Bulgaria) che poi è rimasto utilizzabile dal traffico nazionale.
Per la realizzazione del film è stato stanziato un budget di 100 milioni di dollari.

## Colonna sonora
Per la colonna sonora del film viene confermato Brian Tyler, già scelto per il capitolo precedente del 2010, dopo che aveva già collaborato nel film John Rambo del 2008, sempre di Sylvester Stallone.

### Tracce
1. The Expendables Return – 4:40
2. Fists Knives and Chains – 3:05
3. Track ‘Em Find ‘Em Kill ‘Em – 4:54
4. Making an Entrance – 4:08
5. Respect – 3:58
6. Rest in Pieces – 2:55
7. Preparations – 3:15
8. Party Crashers – 5:19
9. Rescue – 4:43
10. Countdown – 4:25
11. Bad Way to Live – 3:41
12. Vilain – 2:42
13. Dueling Blades – 4:32
14. Escape – 4:28

Durata totale: 56:45
All'interno del film vi sono altre canzoni non citate nella colonna sonora:
1. Frank Stallone – Don't Want To Fight With Me – 2:52
2. Rare Earth – I Just Want To Celebrate – 3:37
3. Dion DiMucci – The Wanderer – 2:34
4. Il buono, il brutto, il cattivo – 2:39 (Ennio Morricone)
5. Audiomachine – Earth Shaker – 2:11 (traccia presente solo nel trailer)

Durata totale: 13:53

## Promozione
(Tagline del film)
Il primo trailer teaser ufficiale è stato diffuso on-line il 15 dicembre 2011, accompagnato dalla nascita del sito ufficiale. Il primo assaggio del trailer ufficiale esce il 1º maggio 2012 tramite il sito IGN, è presentato dall'attore Terry Crews e contiene 30 secondi del trailer definitivo. Il trailer ufficiale esteso e definitivo esce il 4 maggio, sempre sul sito IGN, ed è presentato da Sylvester Stallone.
Il trailer italiano è stato diffuso il 22 giugno dal sito del Corriere dello Sport.

## Distribuzione
Sylvester Stallone ha cancellato la sua partecipazione al tour mondiale per pubblicizzare il film a causa della morte del figlio Sage avvenuta il 13 luglio 2012; parteciperà solo alle prime di Londra, Parigi e Los Angeles.

### Data di uscita
Il film esce nelle sale statunitensi il 17 agosto 2012. In Italia esce lo stesso giorno dalla Universal.
Il film è uscito in DVD e in Blu-Ray il 12 dicembre 2012 distribuito dalla Universal.

### Divieti
Come il primo capitolo, vietato ai minori per "azione, violenza sanguinaria e alcune scurrilità", anche questa pellicola viene vietata ai minori negli Stati Uniti d'America per "molta violenza e linguaggio volgare".

## Accoglienza

### Critica
Il film ha generalmente ricevuto recensioni positive da parte della critica cinematografica. Il sito Rotten Tomatoes ha riportato che il 68% delle recensioni professionali ha dato un giudizio positivo sul film, con una media voto di 5,9 su 10.

### Incassi
La pellicola ha incassato in tutto il mondo 312.573.423 di dollari.
Il film trasmesso per la prima volta in TV il 25 settembre 2014 su Italia 1 fu visto da 2.644.000 spettatori con il 10,35% di share.

## Riconoscimenti
- 2012 - Golden Trailer Awards
  - Candidatura a Miglior blockbuster poster estivo[19]
- 2012 - BMI Film & TV Award
  - Miglior colonna sonora
- 2013 - Golden Trailer Awards
  - Miglior poster d'azione
  - Miglior grafica dello spot televisivo
  - Candidatura a Miglior poster per un festival cinematografico
- 2013 - Rembrandt Awards
  - Candidatura a Miglior film internazionale

## Controversie

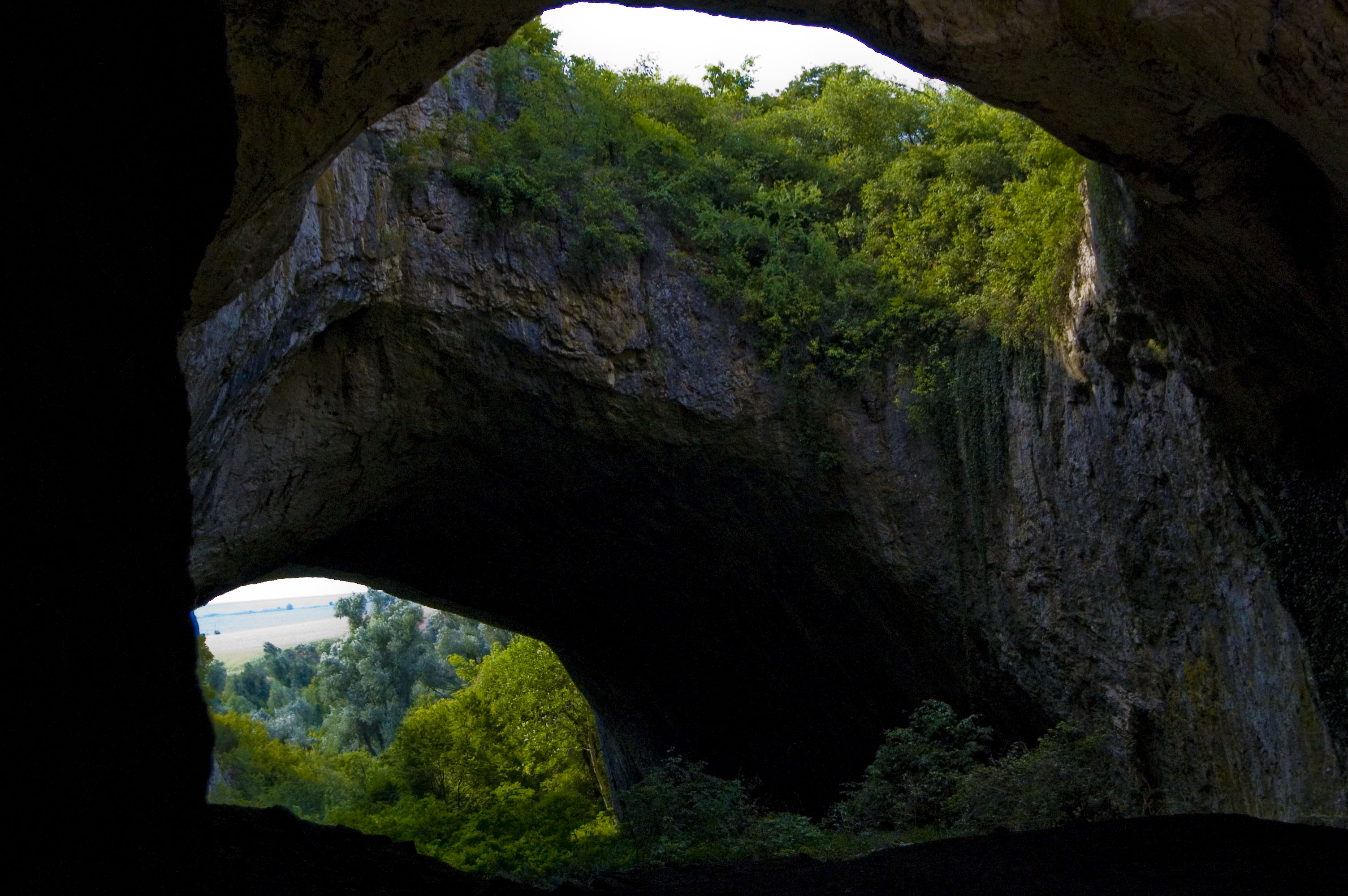
La grotta Devetaška nel 2009

- Le riprese di alcune scene ambientate nella grotta Devetaška, habitat rifugio di circa 40 specie di chirotteri a rischio estinzione, hanno messo in fuga una colonia di pipistrelli in letargo, condizione che per una percentuale ne ha causato la morte.[20] In seguito, una spedizione di biologi ed ambientalisti ha esaminato la grotta bulgara a riprese terminate ed ha scoperto che i pipistrelli rimasti erano soltanto 10.000, minima parte rispetto ai 35.000 che erano stati contati nell'inverno precedente. In seguito, alcuni rappresentanti della Commissione europea si sono recati nella grotta per valutare i danni.[21] Infine, l'agenzia di protezione ambientale della Bulgaria ha multato la produzione per la violazione della legge sulla fauna territoriale.[21]
- Nel mese di luglio 2012, lo stuntman Kun Liu è morto mentre girava una scena del film in Bulgaria, nelle riprese della seconda unità. I genitori di Liu hanno, in seguito, sporto denuncia contro Nu Image e Millennium Films e contro il coordinatore degli stunt e regista della seconda unità Chad Stahelski.[22]

## Sequel
Il 13 agosto 2012 il produttore Avi Lerner dichiara di essere in contatto con altre icone del cinema action per averli nel terzo capitolo; i nomi più caldi furono quelli di Nicolas Cage, Wesley Snipes, Clint Eastwood, Harrison Ford e Mickey Rourke (già presente nel primo film). Prendono definitivamente parte al film Mel Gibson, nel ruolo dell'antagonista principale, Antonio Banderas, Kellan Lutz, Glen Powell, Wesley Snipes, Harrison Ford, Robert Davi e gli atleti Ronda Rousey e Victor Ortiz.

## Videogioco
La Ubisoft ha sviluppato un videogioco legato al film, dal titolo The Expendables 2 Videogame, che viene considerato un prequel perché narra i fatti avvenuti prima delle avventure presenti nel film.